# ガス・ジョンソン
ガス・ジョンソン・ジュニア (Gus Johnson Jr., 1938年12月13日 - 1987年4月29日) は、アメリカ合衆国オハイオ州アクロン出身の元プロバスケットボール選手。身長198cm、体重104kg。ポジションはパワーフォワード及びスモールフォワード。NBAのボルティモア・ブレッツでスター選手として活躍し、2010年にバスケットボール殿堂入りを果たした。

## 概要
1960年代のNBAを代表するパワーフォワードであり、同時代のボルティモア・ブレッツ（後のワシントン・ウィザーズ）を長年に渡って支え、背番号『25』はワシントン・ウィザーズの永久欠番となっている。オールスター出場は5回、オールNBAチーム選出4回、オール・ディフェンシブ・チーム選出は2回を誇る。
ジョンソンは様々な点において先駆的な選手であり、その実績以上に後世に多大な影響を及ぼした。
- ジョンソンはパワーフォワードの原型となった選手とされている。198cmと60年代当時としてもインサイドを仕事場とする選手としては小柄な方だったが、筋骨隆々の屈強な肉体と驚異的な身体能力を武器に得点とリバウンドを量産した。
- エルジン・ベイラーと並びダンクアーティストと呼ばれた最初期の選手で、その迫力あるダンクは3度、ゴールのバックボードを破壊（英語版）したほどである。ジョンソンがバックボードを破壊する姿を間近で見たカリーム・アブドゥル＝ジャバーは「最も偉大なプレイの一つ」と驚嘆した。
- 彼のプレースタイル、オフコートでの振舞いはその後の多くのスター選手の雛形となった。アクロバットなプレイやダンクはジュリアス・アービングやマイケル・ジョーダンらに引き継がれ、低身長でありかつ横幅の広い肉体でリバウンドをもぎ取る様はチャールズ・バークレーにも通じるところがあり、さらにファッション面でも他の選手をリードした。またジョンソンは前歯に埋めた金の星型をトレードマークにするなど、際立って個性的な選手だった。

## 生い立ち
ジョンソンはアクロンのスラム街で育ったが、幸いにも善と悪の分別がつく子供であり、犯罪に走ることはなかった。それでも生粋の自信家だったジョンソンは幼い頃から強い個性を発揮し、17歳の頃には金のネックレスをぶら下げ、フー・マンチューのような髯を生やして通りを練り歩くような少年に成長していた。
アクロンの低所得者地区はプレイグラウンドが多数設置されており、多くの優秀なバスケットボール選手を生み出した街でもある。ネイト・サーモンドやレブロン・ジェームズ、そしてジョンソンもアクロンのプレイグラウンドで切磋琢磨した。少年時代のジョンソンの夢はハーレム・グローブトロッターズへの入団だった。当時のアフリカ系アメリカ人のバスケ少年にとっては、最大の夢である。グローブトロッターズ入団を目指すべく、ジョンソンはバック・ザ・ビハインドやノールックパスなど、幼い頃からトリッキーな技術に磨きを掛けた。

### 高校時代
高校はアクロン・セントラル・ハウワー高校に進学。ここでジョンソンはアメリカンフットボールのラインバッカーとして最初に名を挙げた。しかし膝を故障したためフットボールを続けることは断念させられ、周囲からは"Bloody Gus"と呼ばれた。
バスケでは恵まれた身体能力を活かし、他のどの高校生選手も真似できないような動きを次々と披露してスター選手となり、オハイオ州のオールチームにも選ばれた。同校では殿堂入り選手、ネイト・サーモンドともプレイしたが、ジョンソンの圧巻のプレイを見てサーモンドも当時は「自分よりも上の選手」と考えていた。
ジョンソンはバスケのオフシーズンに440ヤード走、走高跳、砲丸投などの陸上選手として活動した。高校時代のジョンソンにはフットボール選手、バスケ選手、陸上選手のほか、名ハスラーとしての顔も持っていた。自然と夜の盛り場にも顔を出すようになったが、不思議とトラブルとは無縁だった。
高校卒業後、サーモンドは奨学金を得て大学へ進んだ。一方ジョンソンも奨学金の申し込みはしたものの、それほど大学進学には熱心ではなく、結局奨学金は得られなかった。バスケット選手として名を挙げるためにはカレッジバスケで活躍することが殆ど唯一の手段であったにもかかわらず、ジョンソンはアクロンの友人たちとビリヤードと野球を楽しみながら、気ままにグローブトロッターズがオハイオに訪れるのを待っていた。
そんなジョンソンに両親と高校時代の恩師、ジョー・ジーグフェルスは大学に通うよう言い聞かせ、彼らの説得にジョンソンもとうとう折れてアクロン大学に進学することを約束した。ところが勉強嫌いのジョンソンは入学直前に心変わりし、結局アクロン大には進まず、アマチュア・アスレチック・ユニオンのバスケチームでプレイしながら働き始めた。しかし労働意欲もさしてなかったジョンソンは、ビリヤードで生計を建てようと本気で考え始めた。
そんな中、ジョンソンの才能がこのまま埋もれるのを見かねた友人の一人が知人のアイダホ大学のバスケットコーチ、ジョー・シプリアーノにジョンソンを紹介した。シプリアーノはジョンソンをすぐに気に入り、ジョンソンのアイダホ大進学が決まった。

### 大学時代
シプリアーノはジョンソンをまずボイジー短期大学に1年間通わせて勉学に励ませた後、1962-63シーズンからアイダホ大に転校させた。なお、この時期にジョンソンはオハイオ時代から交際している恋人と結婚している。
アイダホ大でジョンソンは対戦相手も、そしてチームメイトも見たことがないようなプレイを連発した。中でもゴンザガ大学戦で、50フィート先のチームメイトへ通したビハインド・ザ・バック・パスは同校の伝説となっている。また殆どのディフェンダーが彼を止められなかったことを良いことに、ジョンソンは試合中にもしばしば実験じみたプレイをし、フローターシュートやスクープショット、10フィートからのフックシュート、ウィンドミルダンクなど、未知のシュートを試した。
彼のプレイは瞬く間に評判となり、試合会場には多くの観客が訪れ、会場に収まり切らない人々は屋根の梁からぶら下がってまでして観戦した。メジャースポーツ誌、スポーツ・イラストレイテッド誌でも「（これまでの誰にも当てはまらない）非常にユニークな選手」と紹介されている。シプリアーノコーチは彼の人々を酔わせる甘美なプレイから、"Honeycomb"（蜂の巣）という愛称をジョンソンに与えた。
ジョンソンは大学ではセンターとしてプレイし、このシーズンは19.0得点20.3リバウンドを記録。チームも20勝6敗の好成績を残した。

## NBAキャリア

### ドラフト
アイダホ大でプレイしていたジョンソンは1963年の時点でNCAA規定では大学2年生という扱いだったが、ボイジー短期大学の彼のクラスが卒業した時点で、ジョンソンにもNBAドラフトにエントリーする資格があった。ジョンソンはアイダホ大で1シーズンのみプレイした後、1963年のNBAドラフトにエントリー。無名校のオハイオ大出身だったためスカウトの多くはジョンソンに無関心だったが、大学時代の恩師、シプリアーノが知人だったボルティモア・ブレッツのヘッドコーチ、ボビー・レナードにジョンソンを紹介。ジョンソンは2巡目全体10位指名を受けてワシントン・ブレッツに入団した。後の多くのスカウトが、このジョンソンの指名を「最も偉大な2巡目指名」と評価している。

### ボルティモア・ブレッツ
ジョンソンが入団したブレッツは創部3年目を迎えた新興チームであり（この年シカゴからボルティモアに本拠地を移し、シカゴ・ゼファーズからボルティモア・ブレッツに改名した）、戦力は十分に整ってはいなかったが、ジョンソンが加入したことにより、エースセンターのウォルト・ベラミー、パワーフォワードのガス・ジョンソン、スモールフォワードのテリー・ディッシンガーと、平均年齢24歳の強力なフロントラインが形勢され、ブレッツは将来を嘱望されるチームとなった。2巡目指名とドラフト時の評価は決して高くなかったジョンソンだがその評価を覆す働きを見せ、ルーキーイヤーから17.3得点13.6リバウンドの好成績を記録し、オールルーキー1stチームに選出された。
翌1964-65シーズンにはトレードでディッシンガーに換わってベイリー・ハウエルが加入してフロントラインがますます強化され、さらにガードのドン・オール、ケヴィン・ローリーも加わったブレッツは37勝をあげてチーム初のプレーオフ進出を果たした。ジョンソンも18.6得点13.0リバウンドを記録してオールスターに初出場を果たし、オールNBA2ndチームにも初選出された。
ジョンソンが入団して3年目の1965-66シーズンにブレッツはチームの大黒柱だったベラミーを放出。ジョンソンにはベラミーを失ったブレッツのインサイドの核になることが望まれたが、ジョンソンはこのシーズン手首の怪我でシーズンの半分近くを欠場した。成績もNBA入り以来最低の数字に終わったが、オールNBA2ndチームには2年連続で選出された。ジョンソンはシーズン終盤には復帰したものの、プレーオフでは僅か8分しかプレイできず、チームも1回戦敗退に終わり、この結果にファンは落胆し、またマスコミはジョンソンの必要以上に派手で、また不安定なプレイを非難するようになった。ブレッツは1966-67シーズンにベイリー・ハウルを放出し、換わりにレイ・スコットを獲得する。このスコットとジョンソンはかつて試合中に諍いを起こしたことがあり、反りが合わなかった。またチームの稼ぎ頭だったドン・オールが陪審員招集のため23試合を欠場した。戦力不足の中でジョンソンはキャリアハイとなる20.7得点11.7リバウンドと奮闘するが、チームは20勝61敗と大きく負け越し、プレーオフも逃した。
失意のシーズンの後、ブレッツは1967年のNBAドラフトでアール・モンローを、さらに翌1968年のNBAドラフトでウェス・アンセルドを獲得。二人の若い選手の加入によりブレッツは息を吹き返し、1968-69シーズンには57勝をあげる大躍進を遂げた。モンローやアンセルド、ジャック・マリンら若手選手の台頭でブレッツは世代交代の時を迎え、30代となったジョンソンは能力に任せた派手なスラムダンカーから脱皮し、より多方面でチームの勝利に貢献でいる選手となっていた。1969-70シーズンには17.3得点13.9リバウンド、アシストアベレージはキャリア平均を大きく上回る3.4アシストを記録した。またオフェンスだけでなくディフェンスにも力を入れるようになり、この年にはオールNBA2ndチームに復帰すると共に、オールディフェンシブ1stチームにも初選出された。翌1970-71シーズンには18.2得点17.2リバウンドを記録し、2年連続でオールNBA2ndチームとオールディフェンシブ1stチームに選ばれた。このシーズンのブレッツは42勝40敗とレギュラーシーズンは振るわなかったが、プレーオフでは苦戦しながらもフィラデルフィア・76ersを破って1回戦を突破。カンファレンス決勝で待っていたのは過去に2年連続でプレーオフで敗れているニューヨーク・ニックスだった。この大一番に、しかしジョンソンは膝に抱えていた爆弾が爆発してしまい、最初の6試合を逃してしまった。ブレッツはジョンソン不在の中でも粘りを見せ、シリーズは3勝3敗で最終第7戦に突入。ジョンソンは故障を抱えながらもこの第7戦に強行出場し、93-91のブレッツリードで迎えた試合終盤にはニックスのビル・ブラッドリーのミスショットをリバウンドし、ブレッツのNBAファイナル進出を決定付けた。ファイナルではミルウォーキー・バックスと対戦。カリーム・アブドゥル＝ジャバーを擁し、このシーズン無類の強さを誇ったバックスにブレッツは為す術なく敗退し、優勝の夢は叶わなかった。
翌1971-72シーズンは膝の回復が思わしくなく43試合を欠場し、成績も大きく後退した。ブレッツはジョンソンの衰えとモンローの放出により38勝44敗の成績に終わった。再建に着手したいブレッツはジョンソンの放出を決意。ジョンソンは1972-73シーズンに9シーズン過ごしてきたブレッツから、フェニックス・サンズにトレードされることになった。トレード内容は将来のドラフト2巡目指名権という、ブレッツを支え続けたスター選手の対価としては寂しいものであり、またブレッツでの引退を希望していたジョンソンにとってはこのトレードはショックなものだった。

### ブレッツ以後
サンズではコニー・ホーキンズのバックアップとしての役割が求められたが、膝の不調を引き摺ったため、21試合プレイした時点で解雇された。
フリーエージェントとなったジョンソンに目を付けたのがNBAのライバルリーグ、ABAのインディアナ・ペイサーズだった。中心選手の殆どが20代と若いチームだったペイサーズは、経験豊富なベテランを必要としていた。ジョンソンはメル・ダニエルズやジョージ・マクギニスらのバックアップとしてプレイし、またベンチから若いチームメイトたちを指導した。ペイサーズはレギュラーシーズンを51勝33敗の成績を終えると、プレーオフも勝ち抜いてファイナルに進出した。ケンタッキー・カーネルズとのシリーズは死闘となり、最終第7戦までもつれた。
この重要な一戦でエースのダニエルズがファウルトラブルに陥った。ヘッドコーチのスリック・レナードはダニエルズに変えてプレーオフでは殆ど出番の無かったジョンソンを投入。カーネルズのエースセンター、アーティス・ギルモアにマッチアップさせた。198cmのジョンソンは218cmのギルモアを渾身のディフェンスで見事に封じ込め、カーネルズのオフェンスを沈黙させた。カーネルズは第4Qに11得点しか取れず、試合は88-81でペイサーズが勝利。ジョンソンはNBAでの10年間では無縁だった優勝を、初めて経験した。
ジョンソンは念願のチャンピオンリングと共に、現役から引退した。
NBA/ABA通算成績は10シーズン632試合の出場で、10,243得点7,624リバウンド、平均16.2得点12.1リバウンドだった。

### 業績
- ABAファイナル制覇：1973年
- オールルーキー1stチーム：1964年
- オールNBA2ndチーム：1965年, 1966年, 1970年, 1971年
- オールディフェンシブ1stチーム：1970年, 1971年
- NBAオールスターゲーム出場：1965年, 1968年-1971年
- 背番号『25』はワシントン・ウィザーズの永久欠番

## 引退後
現役引退後はインディアナ・ペイサーズとクリーブランド・キャバリアーズのアシスタントコーチを務めた。多くの人々は彼の性格は解説者向きだと思っており、またジョンソン本人も解説者への転向を目指していたが、結局解説者としては成功しなかった。
その後はバスケの世界から離れて故郷のアクロンに戻り、身体障害者のためのカウンセラーになった。1986年にワシントン・ブレッツがジョンソンの背番号『25』を永久欠番にした翌年、脳腫瘍のため48歳で死去した。

## エピソード
ジョンソンは現役時代に数々の伝説的なプレイや逸話を残している。
- ジョンソンはバスケットゴールのバックボードの上に置いたコイン（高さ約3.96m）を取ることができた。
- ルーキーイヤーのある試合。チームメイトのディッシンガーが外したミスショットをファウルラインから跳んだジョンソンが空中でキャッチし、そのままトマホークダンクを叩き込んだ。
- やはりルーキーイヤーのサンフランシスコ・ウォリアーズの一戦。ゴール下でパスを受けたジョンソンに対し、ウォリアーズのガイ・ロジャースはジョンソンのダンクを阻止するため、彼の肩に抱きついた。しかしジョンソンは185ポンドのロジャースをおぶったままダンクを決めてしまった。ジョンソンとロジャースの重さに耐えかね、ゴールは破壊された。
- 1963-64シーズンのセントルイス・ホークス戦。ホークスのビル・ブリッジーズのブロックをかわしてダンクし、2つ目のゴールを破壊。約20年後、ジョンソンの永久欠番のセレモニーにはホークスのオーナーベン・ケルナーが訪れ、ジョンソンに破壊したゴールの請求書を送るというジョークを披露した。
- シンシナティ・ロイヤルズとの一戦、ボールを持ったジョンソンはバスケットに向かってドライブを開始。ディフェンダーが彼の行く手を塞ごうとしたところ、ジョンソンは突然フリースローライン付近でジャンプした。ロイヤルズのベンチに座っていたジェイ・アーネットとバド・オルセンはジョンソンの行動を見て思わず笑った。二人はジョンソンがディフェンダーにドライブを止められ、泡を食って思わずジャンプしたのだと思った。しかし二人が笑っている間に、空中のジョンソンはボールをリムに叩き込んでいた。

### 釘
逸話の中でもとりわけ有名なのが、ジョンソンのオハイオ大時代、『コーナー・クラブ』というバーで残した話である。
酒の席で友人の一人がジョンソンに「どれくらい高く跳べるんだ?」と尋ねた。これまで垂直跳びなど、自分の跳躍力を計ったことがなかったジョンソンは、試しにその場でジャンプしてみたところ、彼の手は天井のライトに当たった。これを見て驚いたバーのオーナー、ヘルム・ゲッツはライトの場所に釘を打ち込み、「これに触ることができた者は飲み代タダ」と発表した。次々と現れた挑戦者は尽く失敗。1984年にはビル・ウォルトンも挑戦したがやはり失敗した。ジョンソンの伝説が打ち破られたのは、23年後の1987年のことで、見事に飲み代タダの栄誉にあずかったのはデニス・ジョンソンの実弟、ジョーイ・ジョンソンだった。ジョーイは3度目の跳躍で釘を掴んでぶら下がり、釘を曲げてみせた。

### ファッション
ジョンソンはオフコートでも派手な出で立ちで注目を集め、ファッションリーダーとしても脚光を浴びる現在のスター選手の、言わば先駆け的存在でもあった。ジョンソンは頭から爪の先までを高級品で固め、裾まで届く革のコートを愛用した。また彼が着用したジャンプスーツはボルティモアで流行した。
当時選手の殆どは髯を綺麗に剃っていたが、フー・マンチューのような髯を蓄えたジョンソンの登場により徐々に髯を生やす選手が増えていき、ビル・ラッセルやウィルト・チェンバレンもジョンソンのスタイルを真似た。また愛車にブライト・パープルのキャデラックを選んだ初めての選手である。そしておそらく唯一の歯に星の形をした金を埋めた選手だが、試合中にウォルト・ベラミーの肘が当たり、欠けてしまった。